# Хегнер, Антон
Антон Хегнер (англ. Anton Hegner; 2 марта 1861, Копенгаген — 4 декабря 1915, Нью-Йорк) — датский и американский виолончелист и композитор. Младший брат Людвига Хегнера, основателя династии контрабасистов.
Начинал заниматься музыкой как скрипач, однако затем перешёл на виолончель и в 1879 г. окончил Копенгагенскую консерваторию по классу Альберта Рюдингера. Играл в оркестрах копенгагенских театров «Казино» и королевы Дагмар, преподавал в одной из старейших копенгагенских гимназий, однако места в составе Королевской капеллы добиться не смог. В ходе сольного гастрольного тура по Германии получил в Берлине приглашение в США и в 1893 г. прибыл в Нью-Йорк, чтобы занять один из пультов первой виолончели в Нью-Йоркском симфоническом оркестре под управлением Вальтера Дамроша. Приглашение Хегнера ознаменовалось скандалом, поскольку Дамрош нарушил правило союза музыкантов, направленное на защиту местных исполнителей и требовавшее принимать в штат оркестра только инструменталистов, не менее полугода проживших в США: скандал широко освещался в газетах, на одном из концертов остальные оркестранты отказались играть, и Хегнеру пришлось вместо выступления в качестве концертмейстера виолончелей дать сольный концерт. Дальнейшая карьера Хегнера прошла преимущественно в США, хотя периодически он возвращался с гастролями в Европу. Среди прочего Хегнер в 1893—1894 гг. играл на виолончели в струнном квартете Адольфа Бродского (до возвращения последнего в Европу), а также участвовал в группе музыкантов, сопровождавших американские гастроли Аделины Патти. В XX веке занимался в значительной степени педагогической работой.
Хегнеру принадлежит около 70 сочинений, преимущественно для собственного инструмента, а также сборник упражнений для начинающих виолончелистов (англ. Recreations for young Cellists. Seventy-five Melodies and Instructive Exercises for Violoncello).
В 1902 г. удостоен ордена Данеброг.